# Памтим ја
Памтим ја је деби студијски албум поп-фолк певачице Милице Тодоровић издат 2009. године за Гранд продукцију. Објављен је у тиражу од 120 хиљада примерака (цд) и 10 хиљада примерака (радио касета). На албуму су радили Бане Опачић, Драган Брајовић Браја, Јован Перуача, Близанци, Марина Туцаковић и Ромарио. Аранжман за песму СМС радио је певач Јоца Стефановић. Пратеће вокале певале су Леонтина Вукомановић и Соња Митровић Хани. Продуцент албума је Жика Јакшић.

## Списак песама
| №   | Назив                | Трајање |  |
| 1.  | Хаљиница             |         |  |
| 2.  | Памтим ја            |         |  |
| 3.  | Гинем                |         |  |
| 4.  | Милион мана          |         |  |
| 5.  | Паника               |         |  |
| 6.  | Замандали            |         |  |
| 7.  | Гаде                 |         |  |
| 8.  | Упореди ме           |         |  |
| 9.  | Зашто мала седи сама |         |  |
| 10. | СМС                  |         |  |
| 11. | Реци ја              |         |  |